# توماس-مورس أو-19

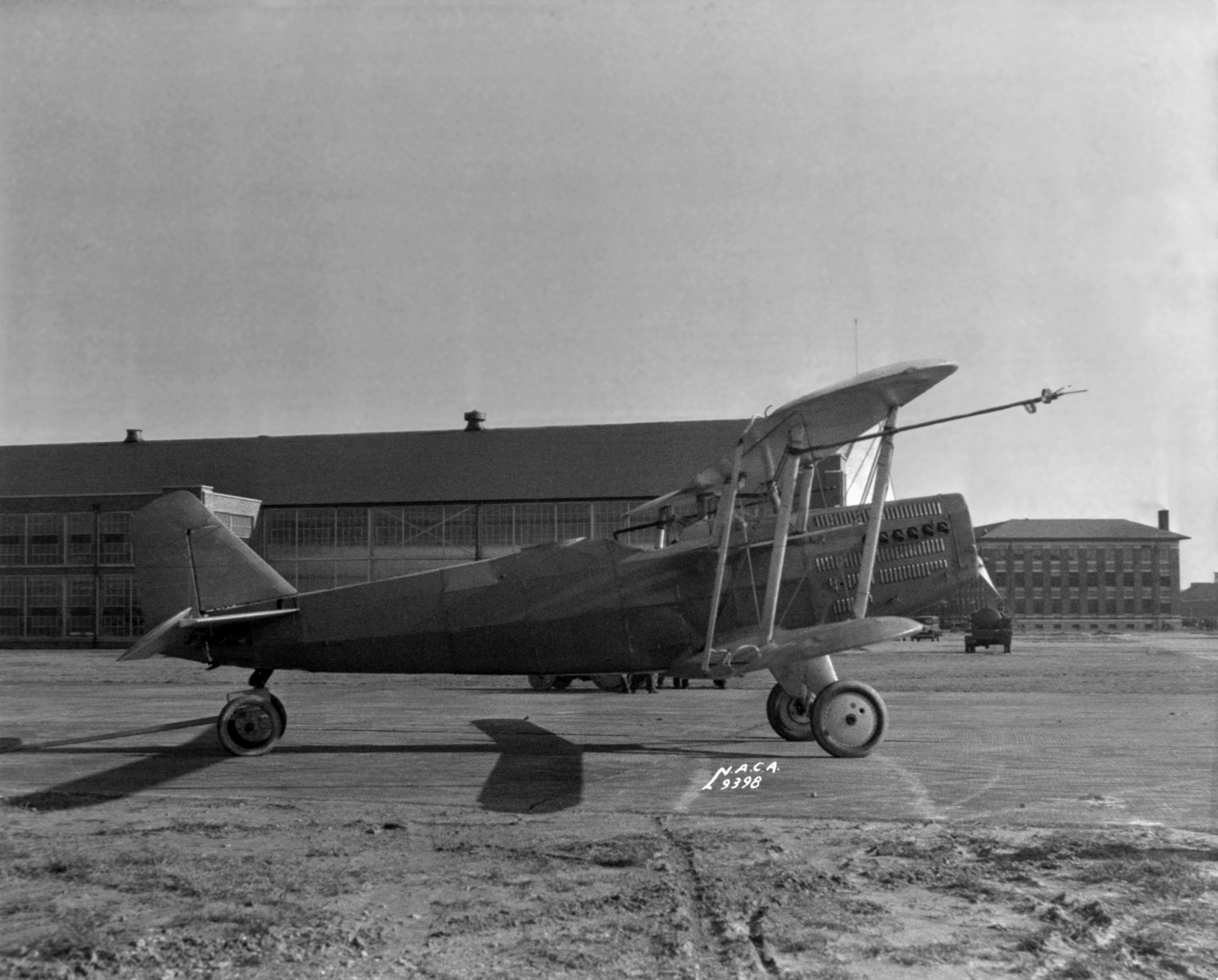
دوغلاس أو-2 (توماس-مورس أو-6)

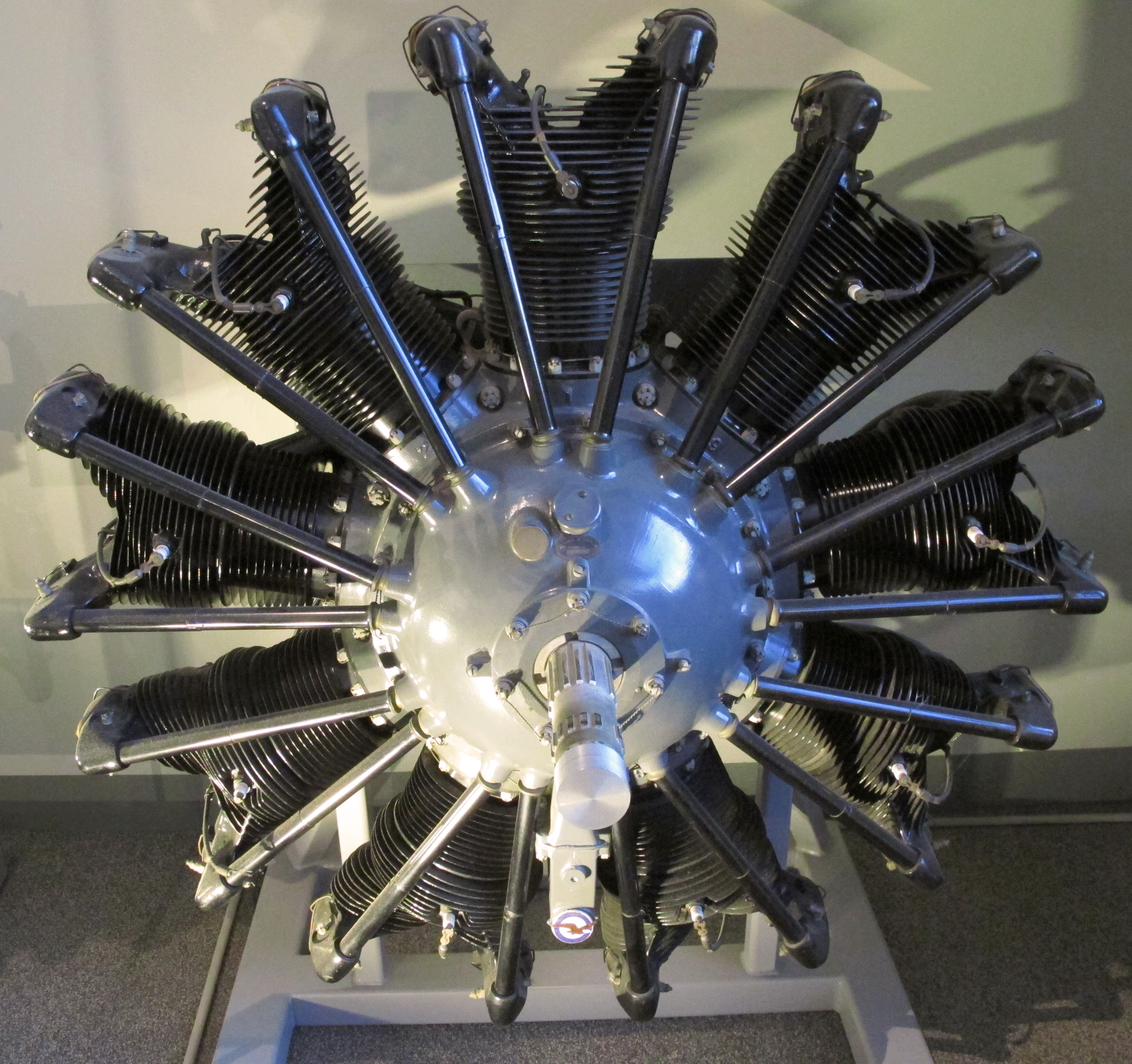
برات آند ويتني آر-1340

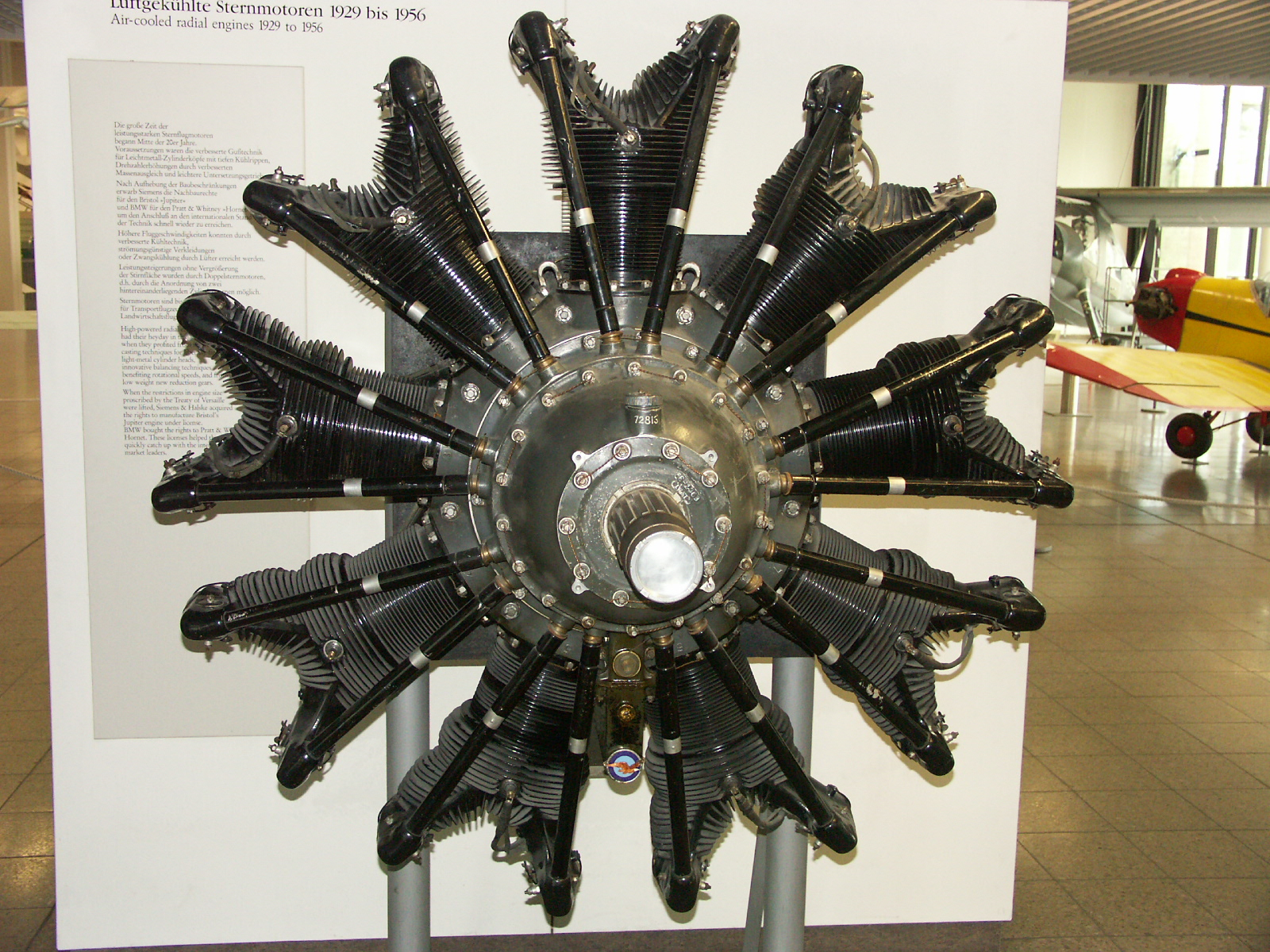
برات آند ويتني آر-1690

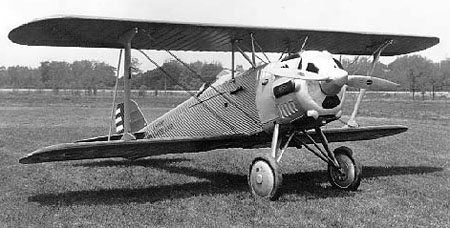
كيرتس إتش-1640

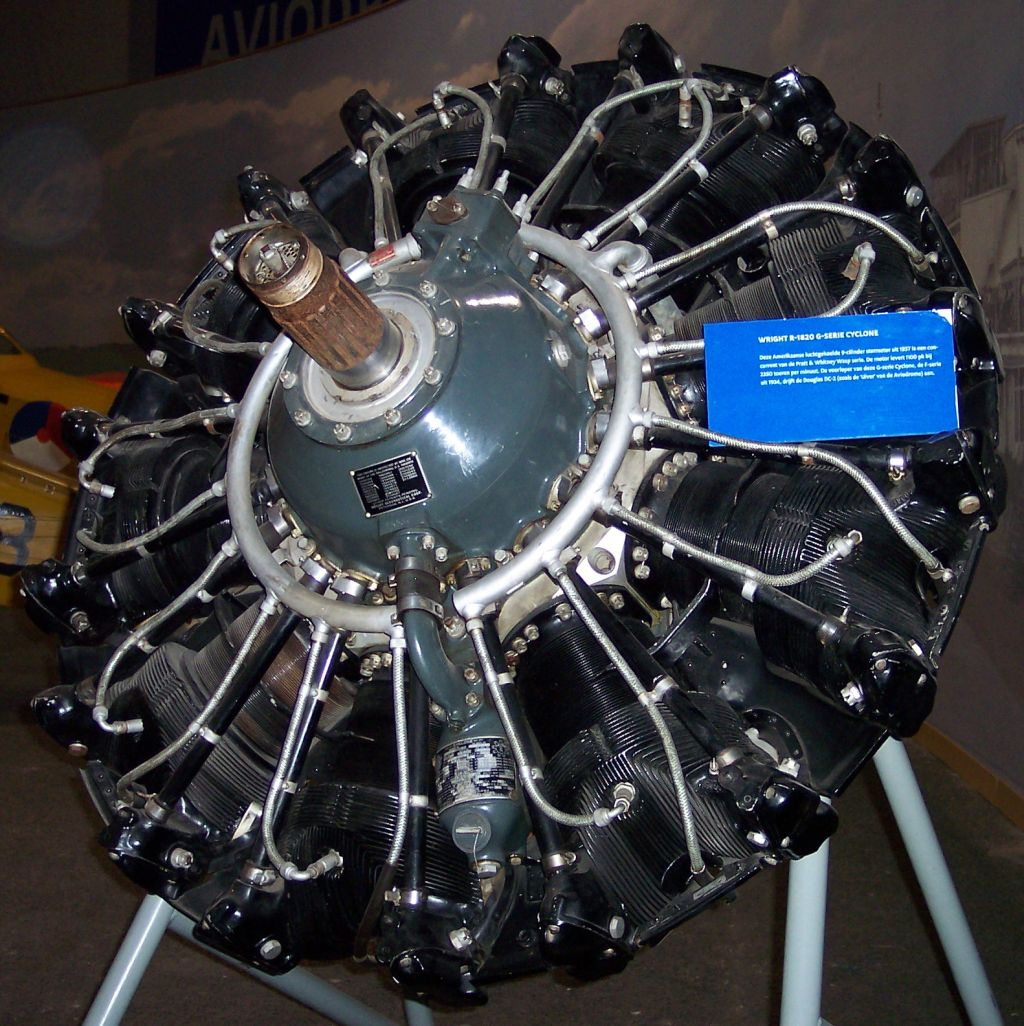
رايت أر-1750

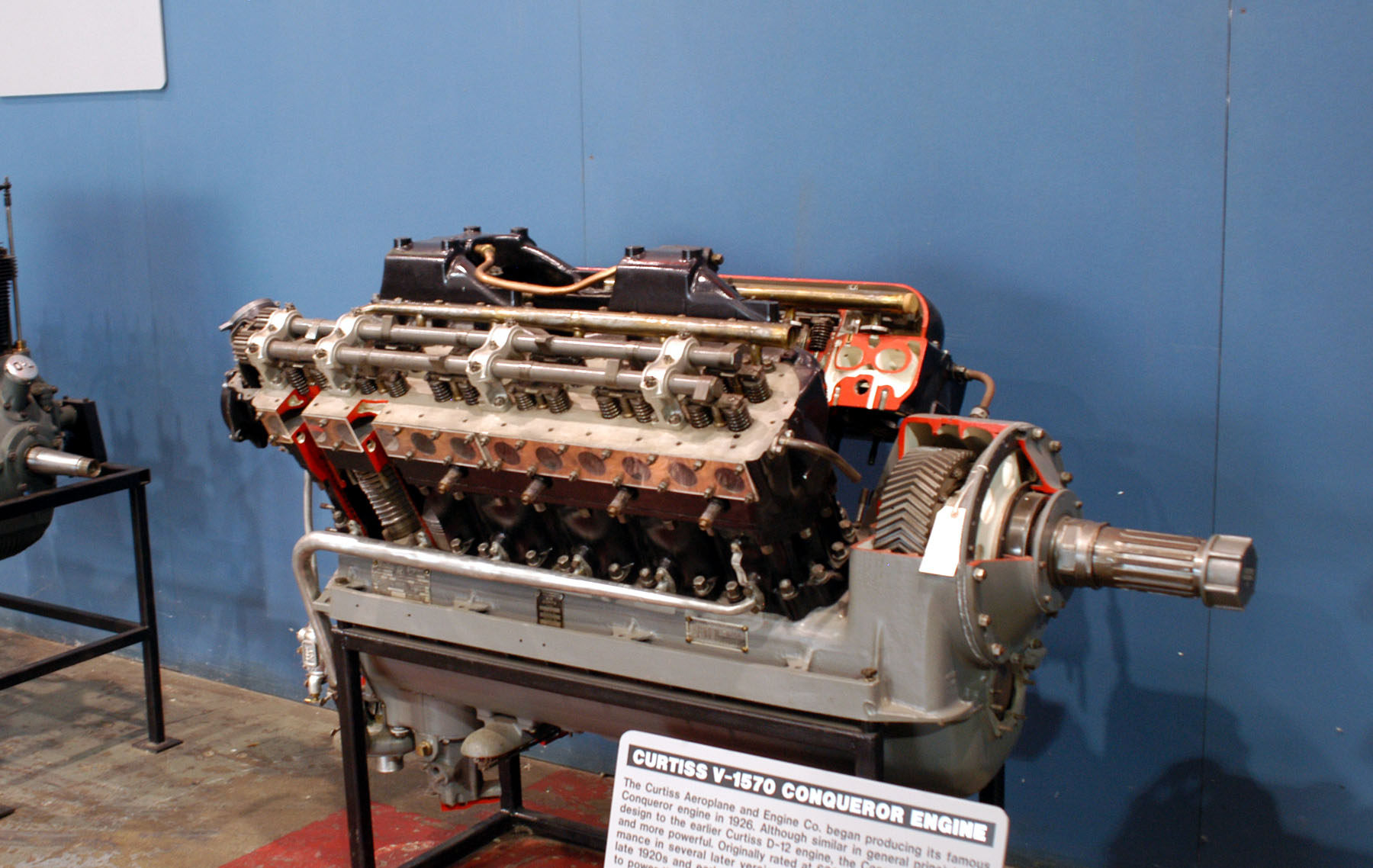
كيرتس في-1570

كانت توماس-مورس أو-19 طائرة مراقبة أمريكية ثنائية السطح، صُنعت بواسطة شركة طائرات توماس-مورس ‏ لصالح القوات الجوية للجيش الأمريكي.

## التطوير
استندت أو-19 على الطائرة السابقة توماس-مورس أو-6 ثنائية السطح. وكانت طائرة ثنائية السطح ذات مقعدين وهيكل معدني وأجنحة وذيل تم تغطيتهم بالأقمشة.
تم تقييم تصميم الطائرة عن طريق استخدام عدد من المحركات المختلفة، والنوع الذي تم طلبه لدخول الإنتاج كان طائرة أو-19 بي بالمحرك الشعاعي برات آند ويتني آر-1340-7 واسب.

## الأنواع
- إكس أو-19

نسخة مطورة من إكس أو-6 بمحرك برات آند ويتني آر-1340-3، 450 حصان (340 كيلو وات)، وصُنع منها نسخة واحدة.
- يو-20

تشابه إكس أو-19 مع محرك برات آند ويتني آر-1690-1، 525 حصان (391 كيلو وات)، صُنع منها نسخة واحدة..
- إكس أو-21

تشابه إكس أو-19 مع محرك كيرتس إتش-1640-1، 600 حصان (450 كيلو وات). صُنع منها نسخة واحدة وأُعيد تصميمها لاحقا تحت مسمى إكس أو-21 ايه.
- إكس أو-21 ايه

تم تزويدها بمحرك رايت أر-1750-1، 525 حصان (391 كيلو وات).
- أو-19

طائرة تقييم للخدمة ذات محرك برات آند ويتني آر-1340-9، 500 حصان (370 كيلو وات). صُنع منها نسختين.
- أو-19 ايه

أو-19 لكن بدون خزان الوقود الأمريكي 88 جالون. صُنع منها نسخة واحدة.
- أو-19 بي

اُنتجت بمحرك برات آند ويتني آر-1340-7، 450 حصان (340 كيلو وات)، و مدفعين رشاش وقمرة قيادة معدلة. صُنع 70 نسخة منها.
- أو-19 سي

أو-19 بي لكن مع عجلة ذيل، وغطاء حلقي وتغييرات بسيطة. صُنع منها 71 نسخة.
- أو-19 دي

واحدة من أو-19 سي تم تحويلها لتوصيل كبار الركاب مع تحكمات مزدوجة.
- أو-19 إي

أو-19 سي مع جناح علوي أكبر من حيث المدى، ومحرك برات آند ويتني آر-1340-15، 575 حصان (429كيلو وات). صُنع منها 30 نسخة.
- أو-21

أو-19 بمحرك كيرتس إتش-1640 ‏، 600 حصان (450 كيلو وات). صُنع نسخة واحدة منها.
- يو-23

إكس أو-19 بمحرك كيرتس في-1570-1، 600 حصان (450كيلو وات). صُنع نسخة واحدة منها.
- واي 1 أو-33

واحدة من أو-19 بي أُعيد تصميمها مع محرك كيرتس في-1570-11، 600 حصان (450 كيلو وات)، وأسطحة ذيل معكوسة..
- واي1 أو-41

طائرة ثنائية السطح معدلة من واي 1 أو-33 بمحرك كيرتس في-1570-79، 600 حصان (450 كيلو وات). صُنع واحده فقط منها. تم تعديلها لاحقا بواسطة مؤسسة الطائرات الموحدة ‏ تحت مسمى نموذج 23 وصُدرت للمكسيك.
- واي1 أو-42

نسخة أحادية السطح من واي1 أو-41، ذات جناح علوي. تم اختبار الهيكل في وضع الثبات فقط.

## المستخدمين
الولايات المتحدة
- القوات الجوية للجيش الأمريكي.

## المواصفات (أو-19 بي)

### مواصفات عامة
- عدد أفراد الطاقم: 2
- الطول: 6.64 متر.
- عرض الجناح (مدى الجناح): 12.12 متر.
- الارتفاع: 3.2 متر.
- مساحة الجناح: 32.33 متر مربع.
- الوزن الفارغ: 1235كجم.
- الوزن الكلي: 1724 كجم.
- المحرك: محرك شعاعي مكبسي برات آند ويتني آر-1340-7 واسب، 450 حصان (336 كيلو وات).

### الأداء
- السرعة القصوى: 220 كم/ساعة.
- أقصى ارتفاع: 6250 متر.

### التسليح
- 2 مدفع رشاش إم1919 7.62 مم (أحدهما مثبت في الامام والآخر متحرك في مؤخرة قمرة القيادة).

## مزيد من القراءة
- The Illustrated Encyclopedia of Aircraft (Part Work 1982-1985), 1985, Orbis Publishing, Page 3000